# Chapada do Apodi (tiểu vùng)
Chapada do Apodi là một tiểu vùng thuộc bang Rio Grande do Norte, Brasil. Tiều vùng này có diện tích 4095 km², dân số năm 2007 là 70208 người.